# Mikołajewice (województwo śląskie)
Mikołajewice – wieś w Polsce położona w województwie śląskim, w powiecie zawierciańskim, w gminie Irządze.
W latach 1975–1998 miejscowość administracyjnie należała do województwa częstochowskiego.

## Historia
Miejscowość ma metrykę średniowieczną i istnieje co najmniej od XIV wieku. Wymieniona po raz pierwszy w 1412 w dokumencie zapisanym w języku łacińskim jako  Mikolaiowicze, 1415 Micolaiowicze, Micolaijowicze, 1423 Mikolayowicze, 1489 Mijcolayowicze 1507 Mycolayovicze, 1529 Mikolayewicze, 1530 Mycolaijovice .
Nazwę miejscowości w zlatynizowanej staropolskiej formie Mikolayowycze wymienia w latach (1470–1480) Jan Długosz w księdze Liber beneficiorum dioecesis Cracoviensis.

## Części wsi
| SIMC    | Nazwa        | Rodzaj    |
| ------- | ------------ | --------- |
| 0132664 | Cegielnia    | część wsi |
| 0132670 | Kałuże       | część wsi |
| 0132687 | Mostki       | część wsi |
| 0132693 | Pod Wilkowem | część wsi |